# Zearaja nasuta
Zearaja nasuta es una especie de pez de la familia de los Rajidae en el orden de los Rajiformes.

## Morfología
- Los machos pueden llegar a alcanzar los 118 cm de longitud total.
- La zona ventral es de color blanco.[1][2]

## Reproducción
Es ovíparo y las hembras ponen huevos envueltos en una cápsula córnea.

## Alimentación
Come peces, moluscos, cangrejos y gusanos

## Hábitat
Es un pez de mar y de aguas profundas que vive entre 10-1.500 m de profundidad.

## Distribución geográfica
Se encuentra en el Océano Pacífico suroccidental: es un endemismo de Nueva Zelanda.

## Observaciones
Es inofensivo para los humanos. 